# あかはゆき
あかは ゆき（1948年〈昭和23年〉11月1日 - ）は、日本のタレント。東京都中野区出身。圭三プロダクションに所属していた。本名：赤羽 由紀江（あかは ゆきえ）。

## 来歴
実家は海苔問屋。学習院女子短期大学卒業。
元々子供の頃の夢は女優、その後はアナウンサー志望だった。大学在学中にTBS『ヤング720』のレポーターに起用され出演。これがきっかけでテレビやラジオの司会者を目指すようになる。TBSのアナウンサー試験を受けて落選したことがあったが、大学卒業後に圭三プロ入り。主に1970年代にかけてテレビ番組の司会者として活動していた。
1974年当時、パンタロンが好きでBIGIのファッションブランドなどで購入して200本くらい集めていたのを明かしたことがあった。
のちに「あかは由紀」と名乗った。
1979年に結婚。

## 出演番組

### テレビ番組
- 前武のヤングアップ（NET）
- 遠くへ行きたい「伊丹十三の親子丼珍道中」（1971年4月11日、読売テレビ / テレビマンユニオン） - 声のみ ※赤羽由紀名義
- ベスト30歌謡曲（1974年10月 - 1975年3月、NET）
- パネルクイズ アタック25（1975年4月6日 - 1976年3月28日、朝日放送） - 出題役
- 圭三歌うスタジオ（TBS）[6]
- モーニングジャンボ（TBS）
- 8時の空（TBS）
- 八木治郎ショー（1976年10月 - 1977年9月、毎日放送）[10]
- 男のスタジオ（東京12チャンネル）[11]
- ズバリ!当てましょう（1975年10月 - 1979年12月、フジテレビ）
- オールスター家族対抗歌合戦（フジテレビ）※家族で出場したことがある。
- 凡児の娘をよろしく（関西テレビ）
- 特集 ザ☆スター（関西テレビ）
- TVジョッキー（日本テレビ）[6]

### テレビドラマ
- ケーキ屋ケンちゃん 第38話（1972年11月23日、TBS） - 河村先生（マコちゃんの幼稚園の先生） 役
- おもちゃ屋ケンちゃん（1973年3月8日 - 1974年2月28日、TBS） - ヒロミ（従業員） 役
- 泣かせるあいつ 第10話（1976年6月30日、日本テレビ） - 玲子（杉の子学園の先生） 役
- 竹の子すくすく（1977年12月1日 - 1978年4月20日、テレビ朝日、ナショナルゴールデン劇場）

### ラジオ
- タコ社長のマンモス歌謡ワイド（ニッポン放送）